# Piseinotecidae
Piseinotecidae zijn een familie van weekdieren uit de klasse van de Gastropoda (slakken).

## Geslachten
- Piseinotecus Er. Marcus, 1955